# Паньков, Михаил Владимирович
Михаил Владимирович Паньков (род. 10 ноября 1981) — российский самбист, чемпион России, Европы и мира по боевому самбо, мастер спорта России международного класса. Тренерами спортсмена были Василий Перчик и Александр Фадеев. Выступал в полулёгкой (до 57 кг) и лёгкой (до 62 кг) весовых категориях.

## Спортивные результаты
- Чемпионат России по боевому самбо 2009 года — ;
- Чемпионат России по боевому самбо 2010 года — .